# Пограничные переходы Болгарии
Пограничные переходы в Болгарии называются «пограничные контрольно-пропускные пункты» (болг. гранични контролно-пропускателни пунктове), сокращённо ГКПП.
Общая длина границ Болгарии составляет 2245 км, Из них: 1181 км — сухопутные, 686 км — речные (470 км из которых проходят по реке Дунай) и 378 км — по Чёрному морю.
Болгария является членом Организации Объединённых Наций (с 14 декабря 1955 года), Всемирной торговой организации (с 1 декабря 1996 года), НАТО (с 20 апреля 2004 года) и Европейского союза (с 1 января 2007 года), что определяет пограничную политику.
Таможенные пошлины, контроль товаров, и визовый контроль пассажиров на болгарских границах осуществляют по общепринятым в этих организациях правилам.
На границах Болгарии находятся следующие ГКПП:
- на болгарско-румынской границе
  - ГКПП Видин–паром
  - ГКПП Видин
  - ГКПП Лом
  - ГКПП Оряхово–паром
  - ГКПП Сомовит
  - ГКПП Никопол
  - ГКПП Свищов
  - ГКПП Русе — мост «Дунай»
  - ГКПП Русе
  - ГКПП Силистра
  - ГКПП Тутракан
  - ГКПП Кардам
  - ГКПП Дуранкулак
- на болгарско-сербской границе
  - ГКПП Врышка-Чука
  - ГКПП Брегово
  - ГКПП Стрезимировци
  - ГКПП Калотина
  - ГКПП Олтоманци

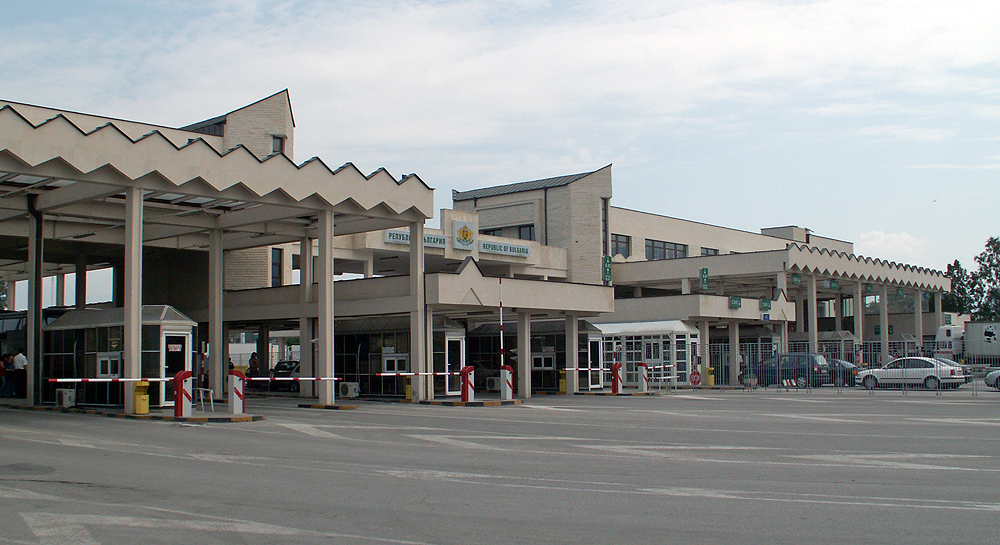
Пограничный КПП Кулата

- на болгарско-северномакедонской границе
  - ГКПП Гюешево
  - ГКПП Станке-Лисичково
  - ГКПП Златарево
- на болгарско-греческой границе
  - ГКПП Кулата
  - ГКПП Илинден
  - ГКПП Капитан-Петко-Войвода
  - ГКПП Златоград
  - ГКПП Ивайловград
  - ГКПП Маказа
- на болгарско-турецкой границе
  - ГКПП Капитан-Андреево
  - ГКПП Малко-Търново
  - ГКПП Лесово